# Римская республика (1849)
Римская республика (итал. Repubblica Romana) — итальянское революционное государство, провозглашенное республиканским правительством 9 февраля 1849 года в ходе «Весны народов» после бегства папы Пия IX в Гаэту. Так же известна как Римская республика 1849 года или Вторая Римская республика («первая» — республика периода наполеоновских войн). Весь период существования возглавлялась триумвиратом из Карло Армеллини, Джузеппе Мадзини и Аурелио Саффи.
Несмотря на короткий период существования, республика стала важным этапом в ходе Рисорджименто объединив под своим флагом ведущих сторонников единства Италии, таких как Джузеппе Гарибальди и Гоффредо Мамели. На несколько месяцев Рим превратился из одного из самых отсталых государств Европы в испытательный полигон новых демократических идей, основанных на мадзианстве: в конституции республики была закреплена свобода вероисповедания (при этом Пию IX и его приемникам гарантировалось право главенства над католической церковью), всеобщее избирательное право (для мужчин с 21 года) и отмена смертной казни (впервые в мире).

## История

### Предыстория

#### Начало революции
12 января 1848 года в Палермо вспыхнуло восстание против неаполитанских Бурбонов. Уже 29 января король Фердинанд II вынужден был пойти на уступки восставшим и пообещать конституцию. Под воздействием разраставшихся революционных событий 15 февраля 1848 года великий герцог Тосканы Леопольд II, двоюродный брат австрийского императора Фердинанда I, даровал конституцию под всеобщее одобрение своих граждан.
После этого события стали развиваться ещё более стремительно: 24 февраля февральская революция в Париже заканчивается провозглашением Второй республики; 4 марта король Савойя-Сардинии Карл Альберт издаёт Альбертинский статут; 13 марта в Вене вспыхнуло восстание, послужившее отставке Меттерниха; 14 марта Пий IX дарует подданым Папской области «Основной статут светского управления»; 17 марта в Венеции в ходе большой народной демонстрации горожане вынуждают австрийского губернатора освободить политических заключенных, в том числе Даниэле Манина; 18 марта миланцы захватывают власть в городе и после упорных пятидневных уличных боёв 22 марта вытесняют из Милана австрийские войска вместе с генералом Радецким.
Известия о событиях в Милане поднимают весь полуостров: 21 марта Леопольд II Тосканский объявляет войну Австрийской империи и направляет армию под командованием генерала Чезаре де Ложье к Квадрилатеро, а через два дня Карл Альберт переправляется через Тичино и двинулся к Вероне.
24 марта Пий IX одобряет отправку в Феррару экспедиционного корпуса под командованием генерала Джованни Дурандо. Это была хорошо укомплектованная дивизия в полевом снаряжении, насчитывавшая в общей сложности 7500 регулярных солдат, окруженная примерно 4000 добровольцев франкского корпуса, за которой через два дня последовала другая дивизия гражданской гвардии и римский добровольческий корпус, сформированный примерно из 7000 человек, прибывших из центральной Италии, под командованием генерала Андреа Феррари.
Тем не менее 29 апреля в своём обращеннии к консистории Пий IX осуждает войну против Австрии:

«Нашим солдатам, посланным на папскую границу, мы рекомендовали только защищать целостность и безопасность Папской области. Но если бы в тот момент кто-нибудь пожелал, чтобы мы вместе с другими государствами и князьями Италии приняли участие в войне против австрийцев... это далеко от Наших намерений и советов».

#### Австро-итальянская война
Тем временем войска генерала Дурандо вошли в Венето, заняв Падую и Виченцу. Австрийский фельдмаршал Константин д'Аспре был вынужден отступить в Верону, где соединяется с потерпевишим поражение в Милане генералом Радецким.
Узнав об обращении Пия IX, папская армия решает остаться выполнять возложенную на неё задачу: защитить провозглашенную республику Сан-Марко, опираясь на прочную крепость Венеции, управляемую Манином.
В тоже время королевство обеих Сицилий направило в Венето значительные подкрепления (около 16000 солдат), которые уже форсировали По, когда получили приказ Фердинанда II вернуться в Неаполь. Только генерал Гульельмо Пепе отказался выполнить приказ и продолжил движение вместе с артиллерией и инженерными войсками в Венецию, где он возглавил командование обороной города.
Оставшись во главе десятитысячной армии, состоящей как из регулярных солдат, так и римских, а также венецианских добровольцев, Дурандо отражает нападение 20000 австрийцев на Веченцу, но не может воспрепятствовать воссоединению корпуса Нюгента, который переправлялся через Сочу к Вероне, с армией Радецкого.
После поражения при Гойто генерал Йозеф Радецкий с полученными подкреплениями (вместе около 40000 солдат) штурмует Веченцу. Из-за превосходящих сил противника Джованни Дурандо вынужден был капитулировать: папская армия оставляла Виченцу и Тревизо, а также обязалась не вступать в конфликт с австрийцами в ближайшие три месяца. В обмен им разрешалось эвакуироваться через По.
После поражения в битве при Кустоце Карл Альберт отступает через Адду к Милану, где 4 августа принимает бой. Продержавшись до 6 августа король Савойя-Сардинии вынужден был оставить Милан и 9 августа 1849 года в Виджевано подписать перемирие. Австрийцы не остановились на достигнутом и двинулись в Папскую область. После форсирования По и взятия Феррары, отмеченного грабежами, генерал Франц Людвиг Вельден осадил Болонью. Однако удержать город ему не удалость и он был вынужден отступить к По после восстания поднятого болонцами.
Пий IX в то же время осуждает вторжение автрийцев заявляя, что «поведение самого г-на Вельдена Его Святейшество считает враждебным по отношению к Святому Престолу и нашему Господу».

#### Политический кризис и бегствоПия IX
Тем временем в Риме нарастало недовольство из-за обращения 29 апреля папы к консистории: в первые же дни после обращения гражданская гвардия заняла замок Святого Ангела и городские стены, а государственный секретарь Святого Престола Джакомо Антонелли получил ноты протеста от Савойя-Сардии и Тосканы, а также представителей Сицилии, Ломбардии и Венеции. За этим последовала отставка семи министров (включая Марко Мингетти) и папская прокламация 1 мая, в которой, напомнив о прошлых «проявлениях любви» и реформах, понтифик повторил, что «мы чужды объявлению войны и протестуем против неспособности обуздать пыл той части подданных, которая воодушевлена тем же национальным духом, что и другие итальянцы». Пий IX призывал своих подданных быть «послушными тем, кто ими управляет». Солдат экспедиционный корпуса понтифик назвал «сыновьями и подданными невольно подверженными превратностям войны».
3 мая Пий IX предпринимает последнюю попытку исправить ситуацию: он поручил создание нового правительства графу Теренцио Мамиани и направил частное письмо императору Фердинанду I с призывом отказаться от претензий на Ломбардо-Венецианское королевство.